# سیمون آدسی
سیمون آدسی (انگلیسی: Simone Addessi؛ زادهٔ ۱ ژانویهٔ ۱۹۹۵) بازیکن فوتبال اهل ایتالیا است.